# Yvonne Illing
Yvonne Illing (* 11. April 1971) ist eine ehemalige Steuerfrau im Rudersport aus der Deutschen Demokratischen Republik. 1990 steuerte sie den letzten Achter der DDR.

## Leben und Wirken
Die Ruderin vom SC Dynamo Berlin erreichte 1986 mit dem Vereins-Achter den dritten Platz bei den DDR-Meisterschaften. 1988 siegte sie mit dem DDR-Achter bei den Junioren-Weltmeisterschaften. Nach einem zweiten Platz bei den DDR-Meisterschaften 1989 gewann sie 1990 den letzten DDR-Meister-Titel im Achter zusammen mit Christiane Harzendorf, Micaela Schmidt, Annegret Strauch, Ute Wild, Heike Winkler, Annette Hohn, Ramona Franz und Ute Wagner. Dieser Achter belegte bei den Weltmeisterschaften 1990 in Tasmanien den dritten Platz hinter den Booten aus Rumänien und aus den Vereinigten Staaten. 1991 belegte Yvonne Illing mit dem Achter den zweiten Platz bei den deutschen Meisterschaften. Bei den Weltmeisterschaften 1991 steuerte sie den gesamtdeutschen Achter, der den fünften Platz belegte.
Nach einigen Jahren Pause kehrte die 1,60 m große Yvonne Illing 1998 als Mitglied des RV Saarbrücken noch einmal zurück in den Leistungssport. Von 1998 bis 2000 gewann sie dreimal hintereinander mit dem Achter den deutschen Meistertitel. Bei den Weltmeisterschaften 1998 und 1999 belegte sie mit dem deutschen Achter jeweils den sechsten Platz.